# Гринкасл (Индиана)
Гринкасл (англ. Greencastle) — город и административный центр округа Патнам в штате Индиана в Соединённых Штатах Америки.
Согласно данным переписи населения США 2020 года число жителей города 
составляло 9 820 человек, что, для небольшого населённого пункта, существенно меньше, чем было во время предыдущей переписи проводившейся в 2010 году (10 326 человек).

## История
Гринкасл был основан в 1821 году Эфраимом Дьюксом получившего земельный грант на эту территорию; он назвал поселение в честь своего родного городка Гринкасл в Пенсильвании. 

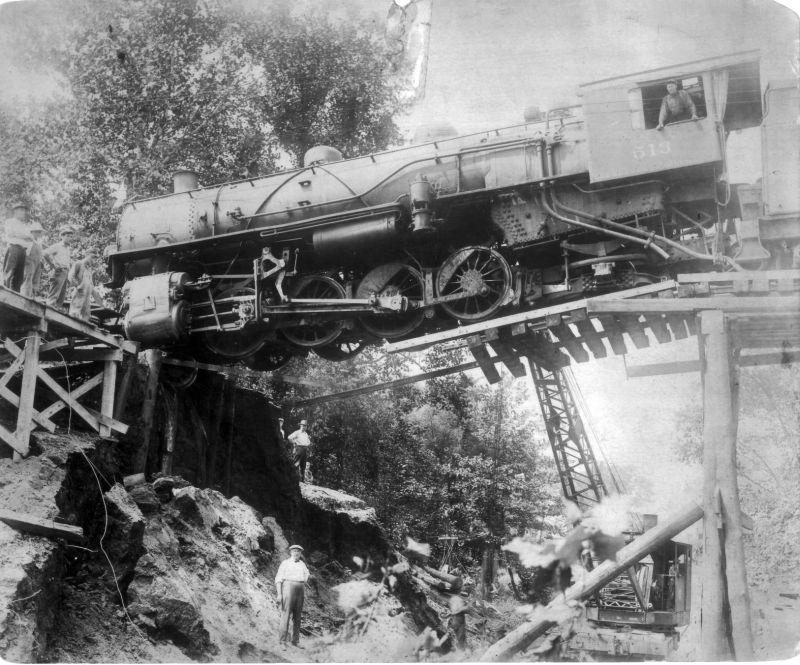
Обрушение моста близ Гринкасла в 1920 году

В 1837 году в Гринкасле начал работу Университет ДеПау.
8 июля 1861 года Гринкасл официально получил статус города.
В 1991 году город был награждён премией «All-America City Award» (с англ. — «Всеамериканский город») присуждаемой Национальной гражданской лигой, которую неофициально называют «Нобелевской премией за конструктивное гражданство» и которая выдается за активную гражданскую позицию жителей некорпоративных сообществ Соединённых Штатов в жизни местного самоуправления. 
В 2011 году три исторических района города (Старый Гринкасл, Восточный и Нортвуд) были занесены в Национальный реестр исторических мест США.

## География
Гринкасл расположен недалеко от межштатной автомагистрали I-70 примерно на полпути между Терре-Хотом и Индианаполисом в западно-центральной части штата.
Согласно данным Бюро переписи населения США, Гринкасл имеет общую площадь 5,291 квадратных миль (13,70 км2), из которых 5,24 квадратных миль (13,57 км2 или 99,04%) — это суша и 0,051 квадратных миль (0,13 км2 или 0,96%) — водная поверхность.

## Климат
В Гринкасле влажный континентальный климат, что подразумевает климатический регион, для которого характерны большие сезонные перепады температур, с тёплым или жарким (и часто влажным) летом и холодной (иногда очень холодной) зимой. Подтип классификации климата Кёппена обозначается на климатических картах аббревиатурой — «Dfa» (континентальный климат с жарким летом).